# Парламент Мальти
 Палата представників  (англ. House of Representatives, мальт. Il-Kamra tad-Deputati) — однопалатний парламент Мальти.
Парламент Мальти складається з 69 депутатів, які обираються на п'ятирічний термін у 13 виборчих округах по 5 депутатів від округу. Решта чотири депутати додаються в разі, коли опозиційна партія, отримала трохи більше голосів. Головою палати є спікер, який обирається з її членів.
Палата представників Мальти затверджує законопроєкти, склад уряду, який формується з найбільших партій країни, прем'єр-міністра, а також обирає президента на п'ятирічний термін.
Починаючи з 1966 в палаті засідають представники тільки двох найбільших партій — Націоналістичної і Лейбористської, що фактично є двопартійною системою. У 11-й Палаті представників, яка була обрана у 2008 році, Націоналістична партія має 35 депутатів, а Лейбористська партія — 34 депутати.
Резиденцією Палати представників є Палац Великого Магістра в Валлетті.